# Steve Kramer
Steven P. "Steve" Kramer (Sandy, Utah; 1 de enero de 1945) es un exjugador de baloncesto estadounidense que jugó tres temporadas en la ABA. Con 1,96 metros, jugaba en la posición de escolta. 

## Trayectoria deportiva

### Universidad
Jugó tres temporadas con los Cougars de la Universidad Brigham Young, en las que promedió 12,9 puntos y 7,6 rebotes por partido, En su última temporada fue incluido en el segundo mejor quinteto de la Western Athletic Conference.

### Profesional
Tras no ser elegido en el Draft de la NBA de 1966, en 1967 fichó por los Anaheim Amigos de la ABA, donde jugó una temporada, en la que promedió 11,3 puntos, 3,5 rebotes y 1,7 asistencias por partido.
La temporada siguiente fichó por los Houston Mavericks, donde en su primera temporada promedió 14,0 puntos, 3,7 rebotes y 4,9 asistencias por partido. En 1969 el equipo se trasladó a Carolina del Norte, convirtiéndose en los Carolina Cougars. Kramer perdió la titularidad, y apenas tuvo minutos en pista, acabando con 3,2 puntos por partido.

## Estadísticas de su carrera en la ABA

### Temporada regular
| Año     | Equipo   | PJ  | PT | MPP  | %TC  | %3P  | %TL  | RPP | APP | ROB | TPP | PPP  |
| ------- | -------- | --- | -- | ---- | ---- | ---- | ---- | --- | --- | --- | --- | ---- |
| 1967-68 | Anaheim  | 50  | -  | 22.8 | .439 | .200 | .782 | 3.5 | 1.7 | -   | -   | 11.3 |
| 1968-69 | Houston  | 23  | -  | 30.5 | .402 | -    | .812 | 3.7 | 4.9 | -   | -   | 14.0 |
| 1969-70 | Carolina | 51  | -  | 4.8  | .458 | -    | .733 | 1.0 | .8  | -   | -   | 3.2  |
| Total   | Total    | 124 | -  | 18.5 | .429 | .125 | .780 | 2.5 | 1.9 | -   | -   | 8.5  |